# Raghunathpur (Rautahat)
Raghunathpur (nep. रघुनाथपुर) – gaun wikas samiti w środkowej części Nepalu  w strefie Narajani w dystrykcie Rautahat. Według nepalskiego spisu powszechnego z 2001 roku liczył on 800 gospodarstw domowych i 4868 mieszkańców (2382 kobiet i 2486 mężczyzn).